# Мерзифон
Мерзифон (тур. Merzifon) — город в иле Амасья Турции, расположенный в 37 км западнее Амасьи.

## Этимология
Название города Мерзифон является видоизменённой формой прежнего названия Мерсиван, которое состоит из персидского «мерс» — граница и армянского «ван» — город

## История
В начале XX века это был греко-армяно-турецкий город и насчитывал 20 тыс. жителей из которых 12 тысяч были греки. В нём родилась Святая Варвара, ей был посвящён православный храм, существовавший до 1922 г. Мерзифон также был центром протестантской миссионерской деятельности. В 1886 г. здесь был открыт американский колледж «Анатолия». В ходе Первой мировой войны христианское население подверглось гонениям и, в большей своей части, погибло.
В 1912 году в городе и районе проживало:
- турки — 24 000 чел.
- греки — 6 082 чел.
- армяне — 5 820 чел.[3]

После того как в 1923 г. оставшаяся в живых часть греческого населения была вынуждена переселиться в Грецию, американцы перевели колледж «Анатолия» также в Грецию, где он и функционирует по сегодняшний день в Салониках.